# 저먼 핀셔

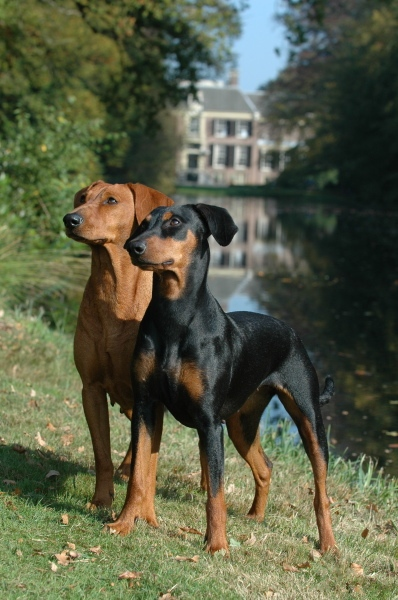
저먼 핀셔

저먼 핀셔(German Pinscher) 또는 도이처 핀셔(Deutscher Pinscher)는 슈나우저 그룹에 속하는 독일 테리어 품종이다. 그것은 본질적으로 짧은 털을 가진 슈나우저와 동일한 기원을 공유한다. 그것은 검정색과 황갈색 또는 동일한 빨간색의 두 가지 색상으로 볼 수 있으며, 이는 사슴 빨간색에서 진한 적갈색까지 다양하다.